# Stereolitografia

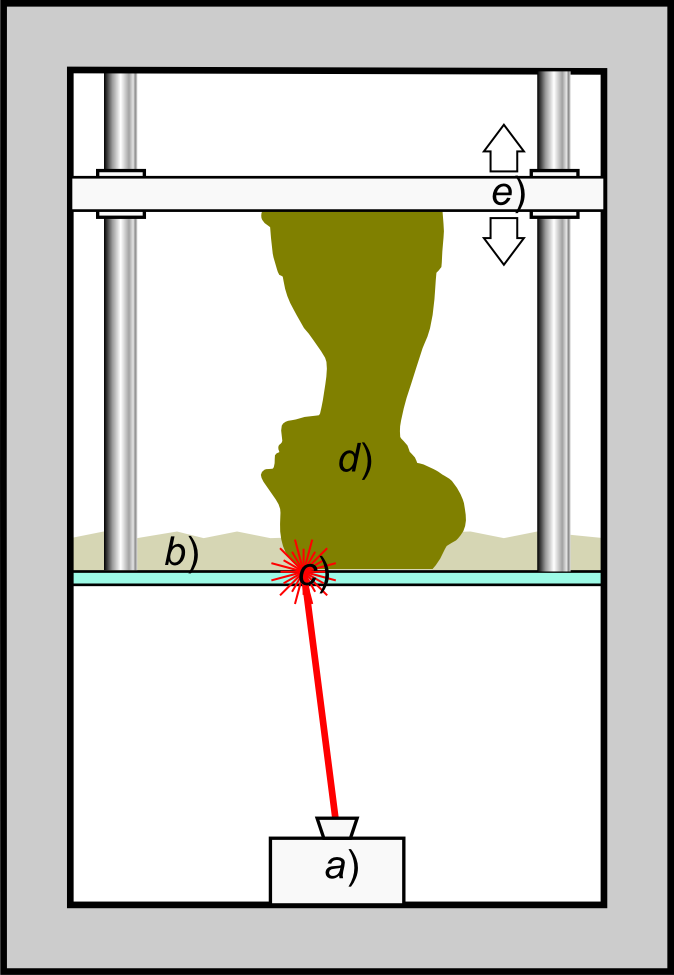
Rappresentazione schematica di una macchina da stereolitografia

La stereolitografia è una tecnica che permette di realizzare singoli oggetti tridimensionali a partire direttamente da dati digitali elaborati da un software CAD/CAM impiegando particolari resine fotosensibili solidificate tramite una sorgente UV.
Può essere impiegata anche per produrre velocemente pezzi di ricambio, facendosi inviare il file attraverso internet.
L'utilizzo per la produzione in serie è ipotizzabile laddove altre tecniche di produzione si rivelino difficili e costose (per esempio con macchine a controllo numerico) ed in genere per produzioni numericamente molto limitate dove il costo fisso delle attrezzature (gusci, stampi ecc) incida eccessivamente.
Gli oggetti prodotti sono costituiti interamente da resine speciali e ciò limita la possibilità di fabbricazione di oggetti metallici o di altri materiali.

## Storia
Lo studio della modellazione di oggetti a partire da resine liquide risale agli anni ottanta, ma il primo brevetto è stato depositato nel 1986 dall'americano Hull. Il termine "stereolithography" fu coniato nel 1986 da Charles (Chuck) W. Hull, che brevettò il suo metodo per creare oggetti solidi da strati successivi solidificati di resina sensibile alla luce ultravioletta. Il brevetto di Hull descrive un fascio di luce ultravioletta concentrata e focalizzata su una superficie di una vasca piena di fotopolimero liquido.
Nel 1986, Hull fonda l'azienda 3D Systems, con sede a Rock Hill.
La prima macchina per stereolitografia laser è stata messa in commercio nel 1987 dalla azienda 3D Systems con il nome di SLA1. In seguito diverse altre aziende sono entrate nel settore e le tecnologie si sono continuamente evolute.
Le macchine sono molto costose, con prezzi che vanno dalle migliaia di euro per modelli da ufficio, alle centinaia di migliaia di euro per i modelli industriali e la definizione nella riproduzione è di circa 0,1 mm sugli assi orizzontali e leggermente maggiore nell'asse verticale.
Diverse tecnologie sono state sviluppate. Alcuni sistemi più precisi ma costosi sono indicati per realizzare prototipi destinati a prove complesse di funzionamento, altri più economici sono adatti per realizzare modelli approssimativi per una prima verifica concettuale.

## Stereolitografia laser
Una vasca contiene una speciale resina liquida in grado di polimerizzare se esposta alla luce (fotopolimerizzazione).
Appena al di sotto del livello del fluido è presente una piastra forata. Un raggio laser viene proiettato da un sistema di specchi in modo da scandire la superficie del liquido e nel contempo modulato in modo da ricostruire una immagine raster della prima sezione dell'oggetto da costruire.
Terminata la prima scansione la piastra si abbassa leggermente e una successiva scansione laser genera una seconda sezione. Il processo si ripete fino a completare l'oggetto.
Se nell'oggetto sono presenti parti non vincolate alla base e che potrebbero cadere mentre vengono create, è necessario prevedere delle colonne di sostegno provvisorie che verranno poi rimosse manualmente.
Al termine della creazione l'oggetto viene estratto dalla resina liquida e posto in un forno a luce ultravioletta per completare la polimerizzazione.
Successivamente è possibile rifinire ed anche verniciare la superficie.

## Stereolitografia DLP
Tecnologia che impiega proiettori DLP (Digital Light Processing) come sorgente luminosa che, avendo una risoluzione costante (es: 1080P), permette di avere una risoluzione di stampa inversamente proporzionale all'area di stampa (quindi per stampare con una massima risoluzione XY sarà necessario avvicinare molto il proiettore alla resina proiettando su un'area molto piccola). Il principale vantaggio è che con questa tecnologia viene impresso un intero strato per volta, quindi il tempo di stampa dipende solo dall'altezza in Z (quindi il numero di strati) permettendo di stampare più parti nello stesso tempo.

## Stereolitografia LCD
Un metodo che sfrutta la tecnologia stereolitografica è l'impiego di schermi LCD retroilluminati da una sorgente ultravioletta. Tali macchine hanno il vantaggio di essere molto più semplici e compatte e molto più economiche (si trovano macchine di questo tipo con prezzi che partono da poche centinaia di euro).
Possiedono lo stesso vantaggio della tecnologia DLP di stampare contemporaneamente un intero strato e quindi stampare più parti contemporaneamente.
Lo svantaggio di questa tipologia di stampa è la veloce degradazione dei display dovuta ai raggi UV al quale i display sono sottoposti.
Esistono alcune tipologie di resine definite "daylight" in grado di polimerizzare con luce nello spettro del visibile (fino ai 450nm) e che quindi impiegano la classica retro-illuminazione degli schermi prolungando la loro vita utile. Lo svantaggio è che le resine devono essere trattate con maggior cautela in quanto reagiscono con la luce naturale e spesso le caratteristiche meccaniche risultano inferiori a resine UV standard.

## Approccio Top down vs Approccio Bottom up
Esistono due tipologie di macchinari da stereolitografia.
Top down: Utilizza una vasca piena di resina liquida e la sorgente UV posta sopra la vasca. Ad ogni strato il piano di stampa si abbassa. Vantaggi: Permette di realizzare parti più grandi e pesanti. Svantaggi: È necessario che la vasca sia piena di resina (la profondità massima definisce l'altezza massima dell'oggetto stampabile) visto l'alto costo delle resine una vasca può contenere migliaia di euro di materiali.
Bottom up: Utilizza un contenitore con il fondo trasparente pieno di resina liquida, la sorgente UV è posta sotto la vasca. Ad ogni strato il piano di stampa si alza. Vantaggi: È necessaria una quantità minima di resina. Svantaggi: La forza di adesione tra lo strato solidificato e il fondo della vasca (proporzionale alla superficie dello strato solidificato) permette di realizzare parti di dimensioni ridotte. Per ridurre l'adesione si impiegano fluoropolimeri (FEP) o siliconi antiaderenti.

## Post lavorazione

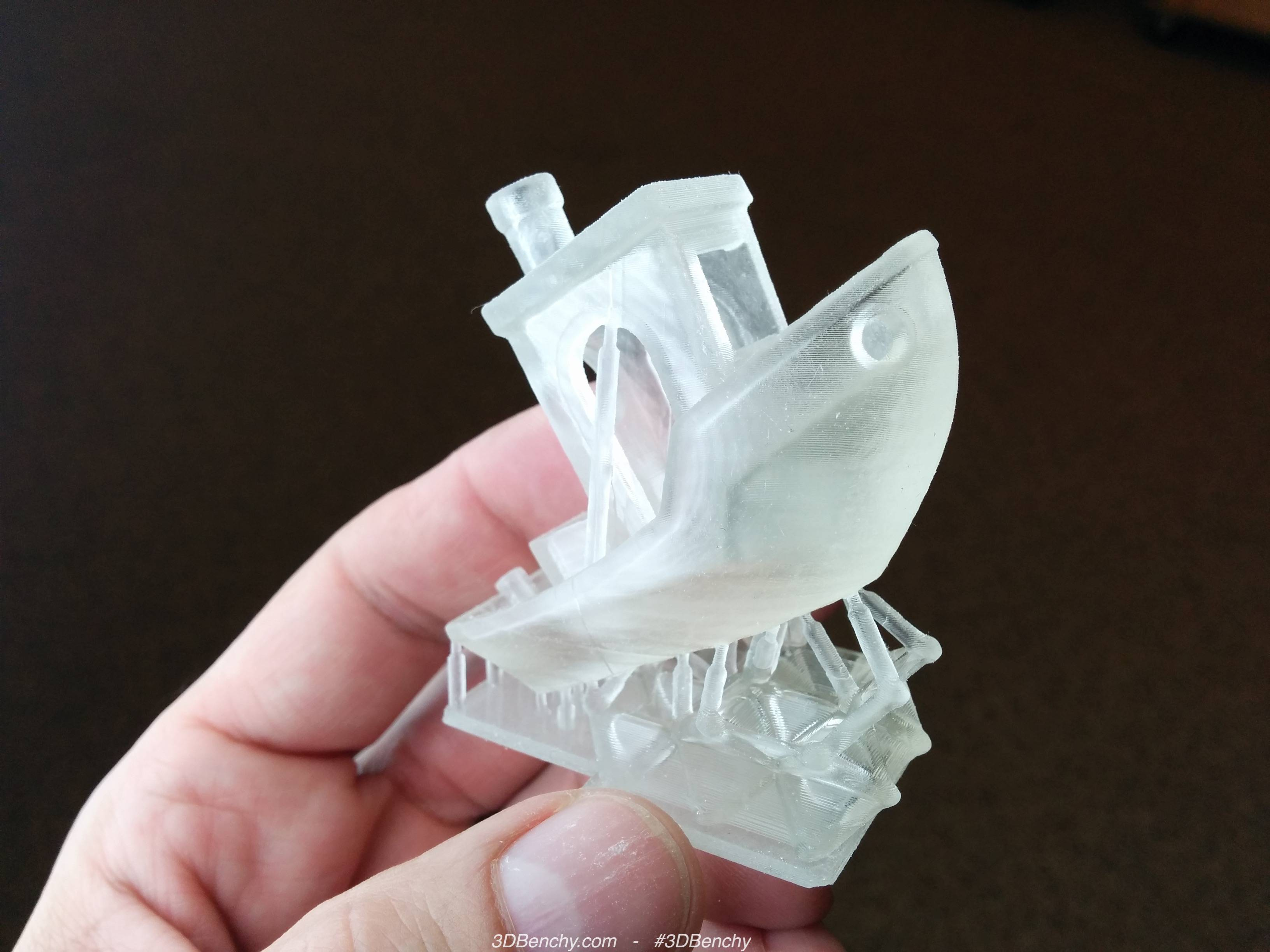
3DBenchy stampato in resina trasparente con i supporti da rimuovere

Una volta terminato il processo di stampa sono necessari alcuni passaggi per ottenere un manufatto finito.
- Lavaggio: La resina liquida in eccesso viene rimossa attraverso un lavaggio in Alcool Isopropilico.

- Post curing: Per ottenere una polimerizzazione completa si inserisce il manufatto in un forno a raggi UV. Solo in questa fase le parti raggiungeranno le caratteristiche meccaniche finali.

- Rimozione supporti: Tramite un processo manuale vengono rimossi gli eventuali supporti, spesso presenti nelle parti stampate in stereolitografia.
- Eventuali finiture (non obbligatorie): Talvolta è necessario un processo di finitura quale lucidatura con carta vetrata, verniciatura, in alcuni casi si può ricorrere ad un processo di copertura metallica tramite galvanizzazione.

## Applicazioni
La stereolitografia può essere impiegata in molti campi:
Prototipizzazione
La sua principale applicazione è la prototipazione rapida, che permette di avere oggetti fisici da testare prima della produzione industriale.
Sanitario
Un'importante applicazione si ha nell'imaging medico dove, a partire da immagini tomografiche o RMN è possibile realizzare in tempi brevi modelli di protesi, parti di ossa, tumori, vasi e altre parti anatomiche su cui il chirurgo può preparare l'intervento.
La stereolitografia è stata utilizzata per stampare tamponi per analisi e altri componenti medicali durante la Pandemia di COVID-19 del 2019-2021.
Gioielleria
Una delle principali applicazioni legate alla stereolitografia è la creazione di modelli per effettuare una fusione con la tecnica della cera persa, utilizzando specifiche resine fondibili, che hanno la caratteristica di non rilasciare residui durante il processo di evaporazione del modello.
Dentale
Grazie alla stereolitografia è possibile stampare modelli di denti, ottenuti mediante scansione 3D, o stampi per termoformatura per creare allineatori dentali.